# Вовкушевський Григорій Дмитрович
Григорій Дмитрович Вовкушевський (Вовкушівський) (1866, Тиниця — після 1934) — український правник, державний і громадський діяч УНР. Вчений-лексикограф НАН України у добу Розстріляного відродження. Також один із лідерів автокефального руху в УПЦ, заступник голови Всеукраїнської православної церковної ради.
Жертва сталінського терору. 

## Біографія
Народився в родині земського діяча Дмитра Дмитровича Вовкушевського. Закінчив Київський університет (1892). Працював у Київській судовій палаті; мировий суддя Таращанського округу (1897–1903); голова з'їздів суддів Староконстянтинівського і Таращанського округів (1903–1906); член Уманського (від 1906) та Київського (1912–1918) окружних судів; керуючий департаментом Київського апеляційного суду (від 1 квітня 1918).
За часів Української Центральної Ради — член Апеляційного суду, за Директорії входив до Надзвичайної комісії із розслідування діяльності гетьмана Павла Скоропадського та його уряду.

### Діяльність у російській зоні окупації УНР
Член (від вересня 1919), секретар (від лютого 1921) правничо-термінологічної комісії ВУАН. Один із укладачів і співредакторів виданого комісією «Російсько-українського словника правничої мови» (1926). Водночас був у Комісії ВУАН для складання історичного словника української мови.
З 1921 співробітник Інституту української наукової мови ВУАН. Після 1921 — титар Софійського собору, член і заступник голови Всеукраїнської православної церковної ради.
Органи ДПУ у 1926 і 1927 порушували кримінальні справи проти вченого, однак вони були припинені за недоведеністю звинувачення. ДПУ взяло до уваги те, що у 1928 Вовкушевський разом з дружиною поклав на труну М. Грінченко (письменниці, лексикографа) вінок з жовто-блакитною стрічкою.
Був заарештований у 1929 у справі «Спілки визволення України» і постановою трійки ДПУ УСРР від 19 лютого 1930 висланий на 5 років до концтабору ГУЛАГ СССР у Кзил-Орді (Казахстан). Новим рішенням Колегії ОДПУ (судове засідання від 19 березня 1934) йому було заборонено перебування в Україні. Місцем проживання вчений обрав м. Кзил-Орда і на батьківщину вже більше не повернувся. Про подальшу долю правознавця даних немає.